# Lista över statliga företag i Sverige
Det här är en lista över företag som helt eller delvis ägs av Svenska staten.

## Företag som helt eller delvis ägs av svenska staten
Huvudartikel: Företag med statligt ägande
- Akademiska Hus
- Almi Företagspartner
- Apotek Produktion & Laboratorier
- Apoteket
- Arlandabanan Infrastructure
- Kungliga Dramatiska Teatern
- Eurofima
- Green Cargo
- Göta kanalbolag
- Infranord
- Jernhusen
- Lernia
- LKAB
- Miljömärkning Sverige
- Kungliga Operan
- PostNord
- Rise Research Institutes of Sweden
- Samhall
- Saminvest
- SBAB
- SJ
- SOS Alarm
- Specialfastigheter
- Statens Bostadsomvandling
- Sveaskog
- Svedab
- Svensk Exportkredit
- Svenska Skeppshypotek
- Svenska Spel
- Svevia
- Swedavia
- Sweden House
- Swedfund
- Swedish Space Corporation
- Systembolaget
- Telia
- Teracom
- Vasallen
- Vattenfall
- VisitSweden
- Voksenåsen